# Vincenz Franz Kosteletzky
Vincenz Franz Kosteletzky (Brno, 13 marzo 1801 – Praga, 18 agosto 1887) è stato un medico e botanico boemo, celebre per il suo monumentale studio sulle piante medicinali: Allgemeine medizinisch-pharmazeutische Flora....

## Biografia
Kostelecky studiò medicina a Praga (PhD 1842). Assistente di Johann Christian Mikan, gli succedette nella cattedra di botanica medica e farmaceutica nel 1831 (fu nominato professore ordinario nel 1835). Dopo la riorganizzazione dell'Università di Praga divenne professore di botanica. Nel 1852/53 e nel 1868/69 fu rettore dell'università. Nel 1872 si ritirò. Era particolarmente interessato alle applicazioni farmaceutiche della botanica e pubblicò un manuale completo sulle piante medicinali (Allgemeine medizinisch-pharmazeutische Flora...).
Molte specie di piante, come il Thymus kosteleckyanus sono state nominate in suo onore.

## Pubblicazioni (Selezione)
- «Clavis analytika in Floram Bohemiae phanerogamicam» (Praga, 1824)
- «Allgemeine medicinische pharmaceutische Flora» (6 v., Praga, 1831—1836)
- «Index plantarum horti caesarei regii botanici Pragensis» (Praga, 1844).
- 1836. Allgemeine medizinisch-pharmazeutische Flora: Enthaltend die systematische Aufzählung und Beschreibung sämmtlicher bis jetzt bekannt gewordenen Gewächse aller Welttheile in ihrer Beziehung auf Diätetik, Therapie und Pharmazie, nach den natürlichen Familien des Gewächsreiches geordnet. Ed. Borrosch und André. 2.237 pp. online, Università di Harvard